# Kyluri
Kyluri avser förekomst av lymfa i urinen, vilket gör att urinen blir mjölkvit och sedimenterad. Tillståndet orsakas oftast av filaria, en tropisk parasitsjukdom som ofta diagnosticeras som elefantiasis. Åkomman är vanligast i Afrika och på Indiska halvön.